# Henan Airlines
Henan Airlines (в минулому Kunpeng Airlines) — регіональна авіакомпанія Китаю зі штаб-квартирою в місті Чженчжоу (північна частина Китаю), що працює в сфері регулярних пасажирських перевезень на внутрішніх і міжнародних авіалініях країни. Портом приписки перевізника і його головним транзитним вузлом (хабом) є міжнародний аеропорт Чженчжоу Сіньчжен.
Kunpeng Airlines була заснована як спільне підприємство між китайською авіакомпанією Shenzhen Airlines і американським авіахолдингом Mesa Air Group, ставши найбільшим у свій час регіональним авіаперевізником Китаю з часткою іноземної власності. У 2009 році Mesa Air Group і Shenzhen Airlines оголосили про розірвання договору про партнерство, після чого компанія змінила свою офіційну назву на Henan Airlines.

## Історія
У грудні 2006 року американський авіахолдинг Mesa Air Group і китайська авіакомпанія Shenzhen Airlines підписали договір про створення спільного підприємства Kunpeng Airlines. Нова авіакомпанія почала операційну діяльність в жовтні наступного року, здійснюючи регулярні пасажирські та вантажні перевезення, а також виконуючи чартерні рейси. Флот компанії становили орендовані у Mesa Air Group літаки Bombardier CRJ-200.
У серпні 2008 року керівництво Mesa Air Group повідомило про плановану продажу власного пакета акцій Kungpeng Airlines своєму партнеру Shenzhen Airlines.
У тому ж місяці авіакомпанія перенесла штаб-квартиру в Чженчжоу, розраховуючи тим самим отримати більше регулярних рейсів в маршрутному розкладі і вийти з фінансової мінуса. Керівництво перевізника заявило про намір придбати близько двохсот літаків і до 2016 року вивести трафік авіакомпанії на рівень дев'ятсот щоденних рейсів.
У червні 2009 року холдинг Mesa Air Group продав усі належні йому акції перевізника своєму колишньому партнеру, після чого орендовані літаки CRJ-200 були повернуті в Mesa.
У липні того ж року Shenzhen Airlines оголосила про зміну офіційної назви дочірнього авіаперевізника на Henan Airlines і про передачу у флот компанії кількох літаків Embraer E-190.

## Флот
За станом на 24 серпня 2010 року повітряний флот авіакомпанії Henan Airlines становили такі літаки:

## Авіаподії і нещасні випадки
- 24 серпня 2010 року. Літак Embraer E-190 (реєстраційний B-3130), що слідував рейсом 8387 з міжнародного аеропорту Харбін Тайпін в аеропорт Ічунь Лінду, зазнав аварії при посадці в аеропорту призначення. Літак викотився за межі злітно-посадочної смуги і розвалився на частини, з 96 осіб на борту загинули 42[9].